# 平沢安政
平沢 安政（ひらさわ やすまさ、1954年 - ）は、日本の教育学者。多文化教育研究の第一人者。大阪大学教授。

## 来歴
大阪府生まれ。1978年大阪大学人間科学部卒業、羽曳野市立羽曳野中学校教諭。在職中にフルブライト奨学生となり、ハーバード大学教育大学院修士課程に入学。1982年修士課程修了後、同年7月に教員を退職。1984年ハーバード大学教育大学院博士課程単位取得退学。1984年から1992年まで国際会議同時通訳者を務めた。1989年ハーバード大学教育大学院博士号取得。1992年大阪大学人間科学部助教授、1996年同教授。2012年人間科学研究科・学部長。2017年大阪大学を定年退職、同大学名誉教授。
学外では、部落解放・人権研究所理事、大阪府人権施策推進審議会委員などを歴任した。

## 著書
- 『アメリカの多文化教育に学ぶ』明治図書出版 オピニオン叢書 1994
- 『人権文化を育む生涯学習について』亀岡市 亀岡生涯学習市民大学 2000
- 『人権教育のための世界プログラム 解説と実践』部落解放・人権研究所 ヒューマンライツベーシック 2005

### 共編著
- 『人権教育と市民力 「生きる力」をデザインする』編著 部落解放・人権研究所 2011
- 『叢書コンフリクトの人文学 3 競合するジャスティス ローカリティ・伝統・ジェンダー』牟田和恵,石田慎一郎共編 大阪大学出版会 2012
- 『人権教育総合年表 同和教育、国際理解教育から生涯学習まで』上杉孝實,松波めぐみ共編著 明石書店 2013

### 翻訳
- レア・レビン『世界人権宣言ってなに?』部落解放研究所 1988
- ジェームズ・A.バンクス『多文化教育 新しい時代の学校づくり』サイマル出版会 1996
- アナベル・ニューマン『読み書きの学び 成人基礎教育入門』岩槻知也共監訳 部落解放研究所 1998
- ジェームズ・A.バンクス『入門多文化教育 新しい時代の学校づくり』明石書店 1999
- ポーラ・A.コルデイロ, ティモシー・G.レーガン, リンダ・P.マルチネス『多文化・人権教育学校をつくる TQE理論にもとづく実践的ガイド』明石書店 2003
- ドミニク・S.ライチェン, ローラ・H.サルガニク編著『キー・コンピテンシー 国際標準の学力をめざして OECD DeSeCo コンピテンシーの定義と選択』立田慶裕監訳 今西幸蔵,岩崎久美子,猿田祐嗣,名取一好,野村和共訳 明石書店 2006
- ジェームズ・A.バンクス, チェリー・A.マッギー・バンクス, カルロス・E.コルテス, キャロル・L.ハーン, メリー・M.メリフィールド, コギラ・A.ムードレイ, ステファン・マーフィー-シゲマツ, オードレイ・オスラー, カリン・パク, ウオルター・C.パーカー『民主主義と多文化教育 グローバル化時代における市民性教育のための原則と概念』明石書店 明石ライブラリー 2006
- OECD教育研究革新センター編著『デマンドに応える学校 教育の社会的な需要と供給』明石書店 2007

## 参考
- ISBN 978-4-7592-8400-3